# Château de Kincardine (Fettercairn)
Pour les articles homonymes, voir Château de Kincardine.
Ne pas confondre avec le château de Kincardine (Royal Deeside) (en) également dans l'Aberdeenshire
Le château de Kincardine est un château médiéval disparu qui a donné son nom à l'ancien comté de Kincardine au Nord-Est de l'Écosse.

## Description géographique
Ce château se trouvait au Nord-Est de Fettercairn en direction de Stonehaven et à proximité de la rivière Devilly Burn. Il ne subsiste que les fondations sur un monticule forestier qui surplombe une falaise au lieu-dit « Castleton of Kincardine cottages »

## Histoire
On situe sa construction pendant le règne d'Alexandre II d'Ecosse au XIIIe siècle.

## Sheriffdom de Kincardine
Ne pas confondre avec Kincardine O'Neil, autre bourg médiéval à proximité du château d'Aboyne (en) et qui faisait partie du sheriffdom d'Aberdeen.
Pendant la période médiévale, il existait également un bourg de Kincardine. Le château, le bourg et les terres qui en dépendaient constituaient un sheriffdom (en) attesté avant la fin du XIIIe siècle. Les templiers semblent y avoir détenu des biens.